# Iman Jacob van den Bosch
Iman Jacob van den Bosch, auch Immanuel Jakob van den Bosch oder Iman Jacob van den Bos (* 6. Februar 1731 in Tholen; † 26. Mai 1788 in Den Haag) war ein niederländischer Mediziner und praktischer Arzt in Den Haag.

## Leben
Iman Jacob van den Bosch war ein Sohn des Offiziers Cornelis van den Bosch (1694–1749) und Barbara 't Hooft (1694–1749). Er studierte an der Universität Leiden Medizin, promovierte unter dem Namen Iman Jacob van der Bos 1757 mit seiner Dissertation De vivis humani corporis solidis in Leiden und wirkte anschließend als praktischer Arzt zunächst in Sommelsdijk und ab 1760 dann in Den Haag.
Er wurde am 10. Januar 1771 unter der Präsidentschaft des Mediziners Ferdinand Jakob Baier auf Vorschlag des als Legationsrat in Den Haag wirkenden Malakologen Friedrich Christian Meuschen mit dem akademischen Beinamen Aelius Gallus unter der Matrikel-Nr. 750 als Mitglied in die Kaiserliche Leopoldino-Carolinische Akademie der Naturforscher aufgenommen. Im Jahr 1775 wurde er Mitglied der Hollandsche Maatschappij der Wetenschappen. 
Er war verheiratet mit Sara Barbara Cornelia Kolff (1740–1802). Das Ehepaar hatte drei Söhne und acht Töchter.

## Schriften
- Specimen physiologico-medicum inaugurale de vivis humani corporis solidis. Luchtmans et Moens, Lugduni Batavorum 1757 (Digitalisat)
- Historia constitutionis epidemicae verminosae, quae annis 1760, 1761, 1762 & initio 1763 per insulam Overflacqué et contiguam Goedereede grassata fuit, cum perpetuis fere commentariis in praecipuos verminantium morbos, ac locupletissimo capitum et sectionum elencho. Apud Samuel. et Joh. Luchtman. Lugduni Batavorum 1769 (Digitalisat)
- Abhandlung über die wahre Beschaffenheit der Kinderpocken und derselben gemächliche und sichere Kurart. Franzen und Grosse, Stendal 1792 (Digitalisat)